# Burgdorf (district)
Burgdorf is een voormalig district van het kanton Bern. Het werd opgeheven eind 2019.
Een bezienswaardigheid is het Kasteel Burgdorf in Burgdorf, de hoofdplaats van het district.
Het district omvatte 24 gemeenten met een totale oppervlakte van 197 km²:
| Gemeentenaam         | Inwoners (1.1.2005) | Oppervlakte (km²) |
| -------------------- | ------------------- | ----------------- |
| Aefligen             | 1013                | 2,1               |
| Alchenstorf          | 548                 | 8,6               |
| Bäriswil             | 1036                | 2,8               |
| Burgdorf             | 14.757              | 15,6              |
| Ersigen              | 1474                | 8,8               |
| Hasle                | 2965                | 21,9              |
| Heimiswil            | 1591                | 23,4              |
| Hellsau              | 187                 | 1,5               |
| Hindelbank           | 2002                | 6,7               |
| Höchstetten          | 282                 | 2,6               |
| Kernenried           | 448                 | 3,3               |
| Kirchberg            | 5450                | 9,0               |
| Koppigen             | 2007                | 6,9               |
| Krauchthal           | 2345                | 19,4              |
| Lyssach              | 1369                | 6,1               |
| Mötschwil            | 119                 | 2,9               |
| Niederösch           | 226                 | 4,6               |
| Oberburg             | 2829                | 14,1              |
| Oberösch             | 124                 | 2,1               |
| Rüdtligen-Alchenflüh | 2126                | 2,7               |
| Rumendingen          | 87                  | 2,5               |
| Rüti bei Lyssach     | 156                 | 6,5               |
| Willadingen          | 173                 | 2,2               |
| Wynigen              | 2038                | 28,3              |

Aarberg · Aarwangen · Bern · Biel · Büren · Burgdorf · Courtelary · Erlach · Fraubrunnen · Frutigen · Interlaken · Konolfingen · Laupen · Moutier · La Neuveville · Nidau · Niedersimmental · Oberhasli · Obersimmental · Saanen · Schwarzenburg · Seftigen · Signau · Thun · Trachselwald · Wangen